# Liste antiker Ortsnamen und geographischer Bezeichnungen/Us
| Lateinischer Name | Griechischer Name     | Beschreibung                | Heute                            | Quellen und Verweise | Lage |
| ----------------- | --------------------- | --------------------------- | -------------------------------- | -------------------- | ---- |
| Usar              |                       |                             |                                  | Smith;               |      |
| Usargala          |                       |                             |                                  | Smith;               |      |
| Usbium            |                       |                             |                                  | Smith;               |      |
| Uscana            |                       |                             |                                  | Smith;               |      |
| Uscenum           |                       |                             |                                  | Smith;               |      |
| Uscudama          |                       | Stadt in Thrakien           | Edirne in der Türkei             | Smith;               |      |
| Usellis           |                       |                             |                                  | Smith;               |      |
| Usilla            |                       |                             |                                  | Smith;               |      |
| Usipetes          | Οὐσίπεται (Ousipetai) | germanischer Volksstamm     | Siedlungsgebiet am rechten Rhein | Smith;               |      |
| Uspe              |                       |                             |                                  | Smith;               |      |
| Ussadium          |                       |                             |                                  | Smith;               |      |
| Ustica            | Ὀστεώδης (Osteōdēs)   | Insel im Tyrrhenischen Meer | Ustica                           | Smith;               |      |
| Usuerna           |                       |                             |                                  | Smith;               |      |